# ثابت العازل
| المادة              | معامل السماحية النسبي {\displaystyle \epsilon _{r}\,} |
| ------------------- | ----------------------------------------------------- |
| الألمنيوم (1 kHz)   | −1300a (−1300+i1.3×1014)a                             |
| فضة (1 kHz)         | −85b (−85+i8×1012)b                                   |
| فراغ                | 1 (من التعريف)                                        |
| هواء                | 1.00054                                               |
| تيفلون              | 2.1                                                   |
| بولي إيثيلين        | 2.25                                                  |
| بوليسترين           | 2.4–2.7                                               |
| دايسلفيد الكربون    | 2.6                                                   |
| ورق                 | 3.5                                                   |
| بوليمرات كهرونشطة   | 2–12                                                  |
| أكسيد السيلكون      | 4.5                                                   |
| خرسانة              | 4.5                                                   |
| (زجاج)              | 4.7 (3.7–10)                                          |
| مطاط                | 7                                                     |
| ماس                 | 5.5–10                                                |
| ملح                 | 3–15                                                  |
| جرافيت              | 10–15                                                 |
| سيلكون              | 11.68                                                 |
| أمونيا              | 26–22–20–17 (−80–−40–0–20 °C)                         |
| ميثانول             | 30                                                    |
| فيرفورال            | 42.0                                                  |
| جليسرول             | 41.2–47–42.5 (0–20–25 °C)                             |
| ماء                 | 88–80.1–55.3–34.5 (0–20–100–200 °C)                   |
| حمض الهيدروفلوريك   | 83.6 (0 °C)                                           |
| فورميد              | 84.0 (20 °C)                                          |
| حمض الكبريتيك       | 84–100 (20–25 °C)                                     |
| بيروكسيد الهيدروجين | 128 aq–60 (−30–25 °C)                                 |
| حمض الهيدروسيانيك   | 158.0–2.3 (0–21 °C)                                   |
| أكسيد التيتانيوم    | 86–173                                                |
| تيتانيوم سترونتيم   | 310                                                   |
| تيتانيوم باريم      | 90 nc–1250–10,000 (20–120 °C)                         |
| (La,Nb):(Zr,Ti)PbO3 | 500–6000                                              |
| بوليمرات مركبة      | 1.8-6 حتى 100000                                      |

ثابت العازل أو ثابت العزل الكهربائي أو معامل السماحية النسبي (بالإنجليزية: relative static permittivity)‏ هو خاصية لمادة تحت ظروف معينة، فهو مقياس لقدرتها على تركيز خطوط المجال الكهروستاتيكية.
يمكن اعتباره نسبة الطاقة الكهربائية المخزونة عند تطبيق جهد على تلك السماحية في الفراغ.
ويرمز له بالرمز،εr وأحيانا {\displaystyle \kappa } كما يعرف بالعلاقة:
{\displaystyle \varepsilon _{r}={\frac {\varepsilon _{s}}{\varepsilon _{0}}},}
حيث εs ثابت العازل للمادة، و ε0 هي سماحية الفراغ.
المادة العازلة هي مادة عازلة، ويقيس ثابت العزل للعازل قدرة العازل على تخزين الطاقة الكهربائية في مجال كهربائي.
السماحية هي خاصية مادة تؤثر على قوة كولوم بين شحنتين نقطتين في المادة. السماحية النسبية هي العامل الذي من خلاله ينخفض المجال الكهربائي بين الشحنات في مادة بالنسبة للفراغ.
وبالمثل، فإن السماحية النسبية هي نسبة السعة لمكثف كهربي يستخدم تلك المادة كعازل كهربائي، مقارنة بمكثف مماثل به فراغ مثل العازل الكهربائي الخاص به. تُعرف السماحية النسبية أيضًا بشكل شائع باسم ثابت العزل الكهربائي، وهو مصطلح لا يزال مستخدمًا ولكن تم إهماله من قبل منظمات المعايير في الهندسة وكذلك في الكيمياء.
يعتبر ثابت العازل دالة مركبة معتمدة على التردد {\displaystyle \varepsilon (\omega )/\varepsilon _{0}}, والتي تعطي قيمة «معامل السماحية النسبي» لـ {\displaystyle \omega =0}.
في الحقيقة لم يعد مصطلح ثابت العازل مستخدما كثيرا لأنه يحمل المعنى التقليدي للعازلية لأنه أصبح معتمدا على التردد.

## القياس
يمكن قياس معامل السماحية النسبي،εr، في المجالات الكهربائية كما يلي:
- يتم في البدء قياس سعة مكثف الفحص C0 في الفراغ (بين الصفيحتين).
- بعدها تقاس سعة المكثف 'Cx عند وجود عازل بين الصفيحتين.
- يتم استنتاج ثابت العازل بالقانون التالي:

{\displaystyle \varepsilon _{r}={\frac {C_{x}}{C_{0}}}.}

### في الفيزياء
في النظرية الموجية، "السماحية| هي كمية مركبة. يتوافق الجزء التخيلي مع إنزياح الطور للاستقطاب   'P'  بالنسبة إلى   'E'  ويؤدي إلى توهين الموجات الكهرومغناطيسية التي تمر عبر وسط. حسب التعريف النسبي الخطي تعتبر سماحية الفراغ تساوي 1،  أي ε = ε0، على الرغم من وجود تأثيرات كمية غير خطية في الفراغ تصبح غير مهملة في المجال الشديد القوة.

## تطبيقات
يعتبر ثابت العازل عنصرا هاما في تصميم المكثفات الكهربائية، ومعرفة خواص المواد التي يمكن أن ينشأ عنها سعة. كما يمكن تصنيع مكثفات كهربائية بأحجام أصغر باستعمال مواد ذات ثابت عازلية كبير كما هو الحال في الإلكترونيات ولوحات الدوائر المطبوعة.
تصمم العوازل أيضا وفقا لثابت العازل لها، فمثلا يستعمل البوليثيلين في الكابل المحوري بين الموصل المركزي والشبكة المحيطة.
مثال اخر هو الألياف البصرية حيث يتم تصميمها بعناية فائقة وقيم دقيقة بالنسبة إلى ثات عزلها النسبي εr على طول المقطع وذلك للتحكم في معامل الانكسار.

### الطاقة
السماحية النسبية هي جزء أساسي من المعلومات عند تصميم مكثف، وفي ظروف أخرى حيث يُتوقع من مادة ما إدخال السعة في الدائرة. إذا تم وضع مادة ذات سماحية نسبية عالية في مجال كهربائي، فسيتم تقليل شدة هذا المجال بشكل ملموس داخل مادة العازل. تُستخدم هذه الحقيقة بشكل شائع لزيادة سعة تصميم مكثف معين. تعمل الطبقات الموجودة أسفل الموصلات المحفورة في لوحات الدوائر المطبوعة (ثنائي الفينيل متعدد الكلور) أيضًا كعوازل كهربائية.

### الاتصال
تُستخدم العوازل في خطوط نقل تردد الراديو (RF). في كبل متحد المحور، يمكن استخدام بولي إيثيلين بين الموصل المركزي والدرع الخارجي. يمكن أيضًا وضعه داخل دليل الموجة لتشكيل مرشح كهربي. الألياف الضوئية هي أمثلة على «العوازل الدليل الموجي». وهي تتكون من مواد عازلة مشوبة عن قصد بشوائب معينة للتحكم في القيمة الدقيقة لـ  < εr</sub  داخل المقطع العرضي. يتحكم هذا في معامل الانكسار للمادة وبالتالي يتحكم أيضًا في أنماط الإرسال الضوئية. ومع ذلك، فإن السماحية النسبية هي المهمة من الناحية التقنية، حيث لا يتم تشغيلها في الحد الكهروستاتيكي.

### البيئة
تتغير السماحية النسبية للهواء مع تغير درجة الحرارة والرطوبة والضغط الجوي. يمكن إنشاء مستشعرات لاكتشاف التغيرات في السعة الناتجة عن التغيرات في السماحية النسبية. يرجع معظم هذا التغيير إلى تأثيرات درجة الحرارة والرطوبة حيث أن الضغط الجوي مستقر إلى حد ما. باستخدام تغيير السعة، جنبًا إلى جنب مع درجة الحرارة المقاسة، يمكن الحصول على الرطوبة النسبية باستخدام الصيغ الهندسية.

### الكيمياء
ثابت السماحية النسبية لمذيب هي مقياس نسبي للقطبية الكيميائية. على سبيل المثال، الماء قطبي جدًا، وله ثابت سماحية نسبية تبلغ 80.10 عند 20 درجة مئوية بينما الـ 'n'-هكسان غير قطبي، وله ثابت سماحية نسبية قدرها 1.89 عند 20 درجة مئوية. هذه المعلومات مهمة عند أخذ العينات وتصميم تقنيات الفصل، تحضير العينة والفصل اللوني في الكيمياء التحليلية.
ومع ذلك، يجب التعامل مع الترابط الجزيئي بحذر. على سبيل المثال، ثنائي كلورو الميثان له قيمة ε  r  تساوي 9.08 (20 °C) وهو ضعيف الذوبان في الماء (13   جم / لتر أو 9.8   مل / لتر عند 20 درجة مئوية)؛ في نفس الوقت، تتراهيدروفوران له ε  r  = 7.52 عند 22 درجة مئوية، ولكنه قابل للامتزاج تمامًا بالماء. وفي حالة رباعي الهيدروجين، يمكن أن تعمل ذرة الأكسجين كمستقبل إلكترونات في رابطة هيدروجينية؛ في حين أن ثنائي كلورو ميثان لا يمكن أن يشكل روابط هيدروجينية مع الماء.
هذا أكثر جاذبية عند مقارنة ε  r  قيم حمض الخليك (6.2528)  و iodoethane (7.6177). القيمة العددية الكبيرة لـ ε  r  ليست مفاجئة في الحالة الثانية، حيث يمكن استقطاب ذرة اليود بسهولة؛ ومع ذلك، هذا لا يعني أنه قطبي أيضًا (قابلية الاستقطاب تسود على الاتجاه التوجيهي في هذه الحالة).